# Alexandru Alexeanu
Alexandru Alexeanu a fost dregător în Țara Românească. Fiu al marelui ban Ghiorma Alexeanu (grec), a fost căsătorit de două ori, prima oară cu Marica, fiica boierului Radu Șintescu-Popescu, iar a doua oară cu Stanca. Și-a început cariera pe vremea când tatăl său era mare ban, ajungând între 1650 și 1658 de la dregătoria de postelnic la cea de mare postelnic. Conform cronicarului Radu Popescu l-ar fi convins pe Mihnea al III-lea să îi omoare pe boieri. Între 1662 și 1664 a fost mare serdar. În timpul lui Radu Leon a fost în pribegie, pentru a se întoarce pe vremea lui Antonie din Popești. Între 1669 și 1689 a deținut dregătorii de  serdar, postelnic, mare stolnic, mare jitnicer, mare serdar, mare stolnic, mare clucer, ispravnic al scaunului București. În timpul lui Constantin Brâncoveanu a fost mare vornic apoi mare logofăt și ispravnic al scaunului București, fiind trimis de domn în misiuni diplomatice la turci. A murit înainte de 1 iunie 1695. 
A avut trei copii, Drăghici (postelnic), Ion (stolnic) și Ghiorma (postelnic).